# Coppa UEFA 2016-2017 (calcio a 5)
La Coppa UEFA 2016-2017 è la 16ª edizione del torneo continentale riservato ai club di calcio a 5 vincitori nella precedente stagione del massimo campionato delle federazioni affiliate alla UEFA. La competizione ha avuto inizio il 16 agosto 2016 e si è conclusa il 30 aprile 2017.

## Formula
Il torneo è diviso in tre fasi a gironi e una fase finale a quattro squadre. Nel turno preliminare le squadre delle nazioni con il più basso ranking si affrontano in gironcini da quattro unità, ognuno dei quali determina l'unica squadra che accede alla fase successiva. Le vincenti del turno preliminare si uniscono a tutte le altre squadre che non hanno partecipato al turno precedente, eccetto le prime quattro nel ranking. Tramite sorteggio, le squadre sono suddivise in sei gironi da quattro e si affrontano con le stesse modalità della fase preliminare. Le prime due classificate di ogni girone sono qualificate al turno élite, al quale partecipano anche le 4 società con il più alto ranking. Le società sono nuovamente sorteggiate per dare vita a quattro gironi da quattro unità, dai quali usciranno le quattro squadre qualificate alla fase finale. La fase finale (final four) consiste in partite a eliminazione diretta; si disputa nell'arco di un fine settimana e viene ospitata da una delle partecipanti. Se la finale per il terzo posto finisce in parità al termine dei 40 minuti regolamentari, i direttori di gara procederanno ai tiri di rigore, mentre nelle rimanenti gare si disputano due tempi supplementari da dieci minuti.

## Squadre partecipanti
La società campione in carica è il TTG-Yugra Jugorsk che nel 2016 ha vinto per la prima volta il trofeo superando in finale l'Inter Fútbol Sala. Si riporta di seguito il tabellone delle società partecipanti con il ranking relativo alla stagione precedente.
| Rank                          | Associazione              | Squadra                            | Coefficiente UEFA         |                           |                           |
| Turno élite (Élite round)     | Turno élite (Élite round) | Turno élite (Élite round)          | Turno élite (Élite round) | Turno élite (Élite round) | Turno élite (Élite round) |
| ----------------------------- | ------------------------- | ---------------------------------- | ------------------------- | ------------------------- | ------------------------- |
| 1                             | Russia                    | TTG-Yugra Jugorsk DT               | 34.000                    |                           |                           |
| 2                             | Kazakistan                | Qairat Almaty Futzal Kluby         | 50.333                    |                           |                           |
| 3                             | Spagna                    | Inter Fútbol Sala                  | 43.500                    |                           |                           |
| 4                             | Russia                    | Mini-Futbol'nyj Klub Dinamo Moskva | 33.000                    |                           |                           |
| Turno principale (Main round) |                           |                                    |                           |                           |                           |
| 5                             | Portogallo                | Sporting Clube de Portugal         | 26.166                    |                           |                           |
| 6                             | Azerbaigian               | Araz Naxçıvan Peşəkar Futbol Klubu | 20.501                    |                           |                           |
| 7                             | Serbia                    | Klub Malog Fudbala Ekonomac (H)    | 20.000                    |                           |                           |
| 8                             | Rep. Ceca                 | Futsal Klub Era-Pack Chrudim (H)   | 19.001                    |                           |                           |
| 9                             | Ungheria                  | Győri ETO                          | 14.168                    |                           |                           |
| 10                            | Lettonia                  | Nikars                             | 12.500                    |                           |                           |
| 11                            | Bielorussia               | LidSelmash Lida                    | 10.833                    |                           |                           |
| 12                            | Macedonia del Nord        | KMF Zelezarec (H)                  | 9.501                     |                           |                           |
| 13                            | Belgio                    | Futsal Project Halle-Gooik         | 9.000                     |                           |                           |
| 14                            | Bulgaria                  | FC Grand Pro Varna (H)             | 8.625                     |                           |                           |
| 15                            | Francia                   | Kremlin-Bicêtre United Futsal      | 8.500                     |                           |                           |
| 16                            | Romania                   | City'us Târgu Mureș                | 6.834                     |                           |                           |
| 17                            | Ucraina                   | Enerhija Leopoli (H)               | 6.834                     |                           |                           |
| 18                            | Slovacchia                | Pinerola Bratislava                | 6.500                     |                           |                           |
| 19                            | Italia                    | Real Rieti Calcio a 5 (H)          | 6.334                     |                           |                           |
| 20                            | Croazia                   | MNK Nacional                       | 5.501                     |                           |                           |
| Turno preliminare             |                           |                                    |                           |                           |                           |
| 21                            | Cipro                     | APOEL Futsal                       | 5.000                     |                           |                           |
| 22                            | Grecia                    | Athina 90                          | 4.500                     |                           |                           |
| 23                            | Bosnia ed Erzegovina      | Centar Sarajevo                    | 4.167                     |                           |                           |
| 24                            | Inghilterra               | Oxford City Lions                  | 3.834                     |                           |                           |
| 25                            | Finlandia                 | FC YPA (H)                         | 3.001                     |                           |                           |
| 26                            | Germania                  | Hamburg Panthers                   | 2.750                     |                           |                           |
| 27                            | Paesi Bassi               | ASV Lebo                           | 2.667                     |                           |                           |
| 28                            | Slovenia                  | Športno Društvo Brezje Maribor (H) | 2.500                     |                           |                           |
| 29                            | Georgia                   | Tbilisi State University Futsal    | 1.834                     |                           |                           |
| 30                            | Svezia                    | IFK Göteborg                       | 1.584                     |                           |                           |
| 31                            | Danimarca                 | JB Gentofte                        | 1.250                     |                           |                           |
| 32                            | Polonia                   | Zduńska Wola                       | 1.167                     |                           |                           |
| 33                            | Irlanda                   | Blue Magic                         | 1.083                     |                           |                           |
| 34                            | Norvegia                  | Sandefjord Futsal                  | 1.083                     |                           |                           |
| 35                            | Turchia                   | Istanbul Üniversitesi SK           | 0.999                     |                           |                           |
| 36                            | Andorra                   | Futbol Club Encamp (H)             | 0.999                     |                           |                           |
| 37                            | Moldavia                  | Classic Chișinău (H)               | 0.875                     |                           |                           |
| 38                            | Gibilterra                | Lynx Football Club                 | 0.834                     |                           |                           |
| 39                            | Albania                   | Futsal Klub Tirana                 | 0.750                     |                           |                           |
| 40                            | Malta                     | Valletta Football Club             | 0.750                     |                           |                           |
| 41                            | Montenegro                | Military Futsal Team (H)           | 0.584                     |                           |                           |
| 42                            | Austria                   | Kaiserebersdorf (H)                | 0.584                     |                           |                           |
| 43                            | Israele                   | ASA Tel Aviv                       | 0.500                     |                           |                           |
| 44                            | Armenia                   | ASUE Yerevan (H)                   | 0.334                     |                           |                           |
| 45                            | Svizzera                  | AFM Futsal Maniacs                 | 0.334                     |                           |                           |
| 46                            | Estonia                   | Cosmos Tallinn                     | 0.250                     |                           |                           |
| 47                            | Lituania                  | FC Baltija (H)                     | 0.167                     |                           |                           |
| 48                            | Galles                    | Cardiff University Futsal Club     | 0.000                     |                           |                           |
| 49                            | Scozia                    | Wattcell Futsal Club               | 0.000                     |                           |                           |
| 50                            | Lussemburgo               | ALSS Munsbach Futsal               | 0.000                     |                           |                           |
| 51                            | Kosovo                    | FC Feniks Drenas                   | 0.000                     |                           |                           |
| 52                            | San Marino                | Società Polisportiva Tre Fiori     | 0.000                     |                           |                           |

## Turno preliminare
Il turno preliminare ha interessato 32 formazioni e si è giocato tra il 16 e il 21 agosto 2016. La composizione dei gironi del turno preliminare, così come di quelli del turno principale, è stata determinata tramite sorteggio, tenutosi a Nyon il 7 luglio 2016.

### Gruppo A
| Squadra            | P.ti | G | V | N | P | GF | GS | DR |
| ------------------ | ---- | - | - | - | - | -- | -- | -- |
| APOEL Futsal       | 7    | 3 | 2 | 1 | 0 | 20 | 17 | +3 |
| JB Futsal Gentofte | 6    | 3 | 2 | 0 | 1 | 17 | 10 | +7 |
| ASUE Yerevan       | 4    | 3 | 1 | 2 | 1 | 14 | 15 | -1 |
| Futsal Maniacs     | 0    | 3 | 0 | 0 | 3 | 11 | 20 | -9 |

| Squadra 1   | Risultato   | Squadra 2   |
| 1ª giornata | 1ª giornata | 1ª giornata |
| ----------- | ----------- | ----------- |
| APOEL       | 9 - 7       | Maniacs     |
| Yerevan     | 4 - 6       | Gentofte    |
| 2ª giornata |             |             |
| Gentofte    | 3 - 4       | APOEL       |
| Yerevan     | 3 - 2       | Maniacs     |
| 3ª giornata |             |             |
| Maniacs     | 2 - 8       | Gentofte    |
| APOEL       | 7 - 7       | Yerevan     |

### Gruppo B
| Squadra                        | P.ti | G | V | N | P | GF | GS | DR |
| ------------------------------ | ---- | - | - | - | - | -- | -- | -- |
| Athina 90                      | 9    | 3 | 3 | 0 | 0 | 14 | 10 | +4 |
| Military Futsal Team           | 6    | 3 | 2 | 0 | 1 | 14 | 8  | +6 |
| Blue Magic                     | 1    | 3 | 0 | 1 | 2 | 6  | 10 | -4 |
| Società Polisportiva Tre Fiori | 1    | 3 | 0 | 1 | 2 | 5  | 11 | -6 |

| Squadra 1   | Risultato   | Squadra 2   |
| 1ª giornata | 1ª giornata | 1ª giornata |
| ----------- | ----------- | ----------- |
| Athina 90   | 3 - 2       | Tre Fiori   |
| Military    | 3 - 1       | Blue Magic  |
| 2ª giornata |             |             |
| Blue Magic  | 2 - 4       | Athina 90   |
| Military    | 5 - 0       | Tre Fiori   |
| 3ª giornata |             |             |
| Tre Fiori   | 3 - 3       | Blue Magic  |
| Athina 90   | 7 - 6       | Military    |

### Gruppo C
| Squadra                        | P.ti | G | V | N | P | GF | GS | DR |
| ------------------------------ | ---- | - | - | - | - | -- | -- | -- |
| Hamburg Panthers               | 7    | 3 | 2 | 1 | 0 | 12 | 6  | +6 |
| Classic Chișinău               | 4    | 3 | 1 | 1 | 1 | 5  | 6  | -1 |
| Sandefjord Futsal              | 3    | 3 | 0 | 3 | 0 | 8  | 8  | 0  |
| Cardiff University Futsal Club | 1    | 3 | 0 | 1 | 2 | 6  | 11 | -5 |

| Squadra 1        | Risultato   | Squadra 2        |
| 1ª giornata      | 1ª giornata | 1ª giornata      |
| ---------------- | ----------- | ---------------- |
| Hamburg Panthers | 6 - 2       | Cardiff          |
| Chișinău         | 2 - 2       | Sandefjord       |
| 2ª giornata      |             |                  |
| Sandefjord       | 2 - 2       | Hamburg Panthers |
| Chișinău         | 1 - 0       | Cardiff          |
| 3ª giornata      |             |                  |
| Cardiff          | 4 - 4       | Sandefjord       |
| Hamburg Panthers | 4 - 2       | Chișinău         |

### Gruppo D
| Squadra               | P.ti | G | V | N | P | GF | GS | DR  |
| --------------------- | ---- | - | - | - | - | -- | -- | --- |
| Centar Sarajevo       | 9    | 3 | 3 | 0 | 0 | 22 | 7  | +15 |
| FC Baltija            | 6    | 3 | 2 | 0 | 1 | 11 | 9  | +2  |
| Istanbul Üniversitesi | 3    | 3 | 1 | 0 | 2 | 14 | 19 | -5  |
| Lynx FC               | 0    | 3 | 0 | 0 | 3 | 9  | 21 | -12 |

| Squadra 1       | Risultato   | Squadra 2       |
| 1ª giornata     | 1ª giornata | 1ª giornata     |
| --------------- | ----------- | --------------- |
| Centar Sarajevo | 9 - 3       | Lynx            |
| Baltija         | 6 - 3       | Istanbul        |
| 2ª giornata     |             |                 |
| Istanbul        | 3 - 9       | Centar Sarajevo |
| Baltija         | 4 - 2       | Lynx            |
| 3ª giornata     |             |                 |
| Lynx            | 4 - 8       | Istanbul        |
| Centar Sarajevo | 4 - 1       | Baltija         |

### Gruppo E
| Squadra         | P.ti | G | V | N | P | GF | GS | DR  |
| --------------- | ---- | - | - | - | - | -- | -- | --- |
| IFK Göteborg    | 9    | 3 | 3 | 0 | 0 | 7  | 4  | +3  |
| ASV Lebo        | 6    | 3 | 2 | 0 | 1 | 18 | 9  | +9  |
| Kaiserebersdorf | 3    | 3 | 1 | 0 | 2 | 8  | 9  | -1  |
| Cosmos Tallinn  | 0    | 3 | 0 | 0 | 3 | 5  | 16 | -11 |

| Squadra 1       | Risultato   | Squadra 2       |
| 1ª giornata     | 1ª giornata | 1ª giornata     |
| --------------- | ----------- | --------------- |
| ASV Lebo        | 11 - 2      | Cosmos Tallinn  |
| Kaiserebersdorf | 1 - 2       | Göteborg        |
| 2ª giornata     |             |                 |
| Göteborg        | 3 - 2       | ASV Lebo        |
| Kaiserebersdorf | 3 - 2       | Cosmos Tallinn  |
| 3ª giornata     |             |                 |
| ASV Lebo        | 1 - 2       | Göteborg        |
| Cosmos Tallinn  | 5 - 4       | Kaiserebersdorf |

### Gruppo F
| Squadra                  | P.ti | G | V | N | P | GF | GS | DR  |
| ------------------------ | ---- | - | - | - | - | -- | -- | --- |
| Tbilisi State University | 9    | 3 | 3 | 0 | 0 | 23 | 8  | +15 |
| FC YPA                   | 6    | 3 | 2 | 0 | 1 | 24 | 11 | +13 |
| Valletta Football Club   | 3    | 3 | 1 | 0 | 2 | 12 | 16 | -4  |
| Wattcell Futsal Club     | 0    | 3 | 0 | 0 | 3 | 10 | 34 | -24 |

| Squadra 1   | Risultato   | Squadra 2   |
| 1ª giornata | 1ª giornata | 1ª giornata |
| ----------- | ----------- | ----------- |
| Tbilisi     | 12 - 4      | Wattcell    |
| YPA         | 7 - 3       | Valletta    |
| 2ª giornata |             |             |
| Valletta    | 0 - 6       | Tbilisi     |
| YPA         | 13 - 3      | Wattcell    |
| 3ª giornata |             |             |
| Wattcell    | 3 - 9       | Valletta    |
| Tbilisi     | 5 - 4       | YPA         |

### Gruppo G
| Squadra                        | P.ti | G | V | N | P | GF | GS | DR  |
| ------------------------------ | ---- | - | - | - | - | -- | -- | --- |
| Športno Društvo Brezje Maribor | 9    | 3 | 3 | 0 | 0 | 24 | 8  | +16 |
| Zduńska Wola                   | 6    | 3 | 2 | 0 | 1 | 22 | 13 | +9  |
| ALSS Munsbach Futsal           | 3    | 3 | 1 | 0 | 2 | 11 | 25 | -14 |
| Futsal Klub Tirana             | 0    | 3 | 0 | 0 | 3 | 6  | 17 | -11 |

| Squadra 1    | Risultato   | Squadra 2    |
| 1ª giornata  | 1ª giornata | 1ª giornata  |
| ------------ | ----------- | ------------ |
| Zduńska Wola | 10 - 4      | Munsbach     |
| Brezje       | 4 - 2       | Tirana       |
| 2ª giornata  |             |              |
| Tirana       | 3 - 8       | Zduńska Wola |
| Brezje       | 14 - 2      | Munsbach     |
| 3ª giornata  |             |              |
| Munsbach     | 5 - 1       | Tirana       |
| Zduńska Wola | 4 - 6       | Brezje       |

### Gruppo H
| Squadra            | P.ti | G | V | N | P | GF | GS | DR  |
| ------------------ | ---- | - | - | - | - | -- | -- | --- |
| FC Feniks          | 9    | 3 | 3 | 0 | 0 | 21 | 2  | +19 |
| Oxford City Lions  | 6    | 3 | 2 | 0 | 1 | 13 | 5  | +8  |
| ASA Tel Aviv       | 3    | 3 | 1 | 0 | 2 | 2  | 12 | -10 |
| Futbol Club Encamp | 0    | 3 | 0 | 0 | 3 | 3  | 20 | -17 |

| Squadra 1   | Risultato   | Squadra 2   |
| 1ª giornata | 1ª giornata | 1ª giornata |
| ----------- | ----------- | ----------- |
| Oxford      | 2 - 3       | Feniks      |
| Encamp      | 1 - 2       | Tel Aviv    |
| 2ª giornata |             |             |
| Tel Aviv    | 0 - 5       | Oxford      |
| Encamp      | 0 - 12      | Feniks      |
| 3ª giornata |             |             |
| Feniks      | 6 - 0       | Tel Aviv    |
| Oxford      | 6 - 2       | Encamp      |

## Turno principale
Il turno principale ha interessato 24 formazioni e si è giocato tra l'11 e il 16 ottobre 2016. La composizione dei gironi del turno principale, così come di quelli del turno preliminare, è stata determinata tramite sorteggio, tenutosi a Nyon il 7 luglio 2016.

### Gruppo 1
Le partite si sono giocate allo Sports Palace Halyčyna di Leopoli, in Ucraina.
| Squadra                        | P.ti | G | V | N | P | GF | GS | DR  |
| ------------------------------ | ---- | - | - | - | - | -- | -- | --- |
| Győri ETO                      | 9    | 3 | 3 | 0 | 0 | 17 | 5  | +12 |
| Športno Društvo Brezje Maribor | 3    | 3 | 1 | 0 | 2 | 7  | 8  | -1  |
| Enerhija Leopoli               | 3    | 3 | 1 | 0 | 2 | 8  | 9  | -1  |
| Kremlin-Bicêtre United         | 3    | 3 | 1 | 0 | 2 | 6  | 15 | -9  |

| Squadra 1        | Risultato   | Squadra 2        |
| 1ª giornata      | 1ª giornata | 1ª giornata      |
| ---------------- | ----------- | ---------------- |
| Győri ETO        | 4 - 0       | Maribor          |
| Enerhija Leopoli | 4 - 1       | Kremlin-Bicêtre  |
| 2ª giornata      |             |                  |
| Kremlin-Bicêtre  | 3 - 10      | Győri ETO        |
| Enerhija Leopoli | 2 - 6       | Maribor          |
| 3ª giornata      |             |                  |
| Maribor          | 1 - 2       | Kremlin-Bicêtre  |
| Győri ETO        | 3 - 2       | Enerhija Leopoli |

### Gruppo 2
Le partite si sono giocate al Sportski centar Boris Trajkovski di Skopje, in Macedonia del Nord.
| Squadra                         | P.ti | G | V | N | P | GF | GS | DR  |
| ------------------------------- | ---- | - | - | - | - | -- | -- | --- |
| Araz Naxçivan                   | 9    | 3 | 3 | 0 | 0 | 23 | 5  | +18 |
| FC Feniks                       | 6    | 3 | 2 | 0 | 1 | 12 | 4  | +8  |
| Tbilisi State University Futsal | 3    | 3 | 1 | 0 | 2 | 14 | 14 | 0   |
| KMF Zelezarec                   | 0    | 3 | 0 | 0 | 3 | 4  | 30 | -26 |

| Squadra 1     | Risultato   | Squadra 2     |
| 1ª giornata   | 1ª giornata | 1ª giornata   |
| ------------- | ----------- | ------------- |
| Araz Naxçivan | 7 - 1       | Tbilisi       |
| Zelezarec     | 0 - 5       | Feniks        |
| 2ª giornata   |             |               |
| Feniks        | 0 - 1       | Araz Naxçivan |
| Zelezarec     | 0 - 10      | Tbilisi       |
| 3ª giornata   |             |               |
| Tbilisi       | 3 - 7       | Feniks        |
| Araz Naxçivan | 15 - 4      | Zelezarec     |

### Gruppo 3
Le partite si sono giocate al Palazzo della cultura e dello sport di Varna, in Bulgaria.
| Squadra            | P.ti | G | V | N | P | GF | GS | DR |
| ------------------ | ---- | - | - | - | - | -- | -- | -- |
| Nikars             | 9    | 3 | 3 | 0 | 0 | 12 | 4  | +8 |
| Hamburg Panthers   | 6    | 3 | 2 | 0 | 1 | 10 | 12 | -2 |
| IFK Göteborg       | 3    | 3 | 1 | 0 | 2 | 11 | 14 | -3 |
| FC Grand Pro Varna | 0    | 3 | 0 | 0 | 3 | 10 | 13 | -3 |

| Squadra 1        | Risultato   | Squadra 2        |
| 1ª giornata      | 1ª giornata | 1ª giornata      |
| ---------------- | ----------- | ---------------- |
| Nikars           | 5 - 2       | Göteborg         |
| Grand Pro Varna  | 4 - 5       | Hamburg Panthers |
| 2ª giornata      |             |                  |
| Hamburg Panthers | 1 - 5       | Nikars           |
| Grand Pro Varna  | 5 - 6       | Göteborg         |
| 3ª giornata      |             |                  |
| Göteborg         | 3 - 4       | Hamburg Panthers |
| Nikars           | 2 - 1       | Grand Pro Varna  |

### Gruppo 4
Le partite si sono giocate al Jezero Hall di Kragujevac, Serbia.
| Squadra         | P.ti | G | V | N | P | GF | GS | DR  |
| --------------- | ---- | - | - | - | - | -- | -- | --- |
| KMF Ekonomac    | 9    | 3 | 3 | 0 | 0 | 11 | 3  | +8  |
| MNK Nacional    | 6    | 3 | 2 | 0 | 1 | 8  | 5  | +3  |
| LidSelmash Lida | 3    | 3 | 1 | 0 | 2 | 3  | 3  | 0   |
| Athina 90       | 0    | 3 | 0 | 0 | 3 | 3  | 14 | -11 |

| Squadra 1       | Risultato   | Squadra 2       |
| 1ª giornata     | 1ª giornata | 1ª giornata     |
| --------------- | ----------- | --------------- |
| LidSelmash Lida | 3 - 1       | Athina 90       |
| Ekonomac        | 5 - 1       | Nacional        |
| 2ª giornata     |             |                 |
| Nacional        | 1 - 0       | LidSelmash Lida |
| Ekonomac        | 5 - 2       | Athina 90       |
| 3ª giornata     |             |                 |
| Athina 90       | 0 - 6       | Nacional        |
| LidSelmash Lida | 0 - 1       | Ekonomac        |

### Gruppo 5
Le partite si sono giocate al PalaPaternesi di Foligno, Italia.
| Squadra                    | P.ti | G | V | N | P | GF | GS | DR  |
| -------------------------- | ---- | - | - | - | - | -- | -- | --- |
| Sporting Clube de Portugal | 9    | 3 | 3 | 0 | 0 | 16 | 2  | +14 |
| Real Rieti Calcio a 5      | 4    | 3 | 1 | 1 | 1 | 9  | 9  | 0   |
| FP Halle-Gooik             | 4    | 3 | 1 | 1 | 1 | 7  | 10 | -3  |
| Centar Sarajevo            | 0    | 3 | 0 | 0 | 3 | 7  | 18 | -11 |

| Squadra 1       | Risultato   | Squadra 2       |
| 1ª giornata     | 1ª giornata | 1ª giornata     |
| --------------- | ----------- | --------------- |
| Sporting        | 7 - 1       | Centar Sarajevo |
| Real Rieti      | 2 - 2       | Halle-Gooik     |
| 2ª giornata     |             |                 |
| Halle-Gooik     | 1 - 5       | Sporting        |
| Real Rieti      | 7 - 3       | Centar Sarajevo |
| 3ª giornata     |             |                 |
| Centar Sarajevo | 3 - 4       | Halle-Gooik     |
| Sporting        | 4 - 0       | Real Rieti      |

### Gruppo 6
Le partite si sono giocate allo Zimní Stadión di Chrudim, Repubblica Ceca.
| Squadra             | P.ti | G | V | N | P | GF | GS | DR  |
| ------------------- | ---- | - | - | - | - | -- | -- | --- |
| Era-Pack Chrudim    | 9    | 3 | 3 | 0 | 0 | 14 | 1  | +13 |
| City'us Târgu Mureș | 4    | 3 | 1 | 1 | 1 | 11 | 9  | +2  |
| APOEL Futsal        | 4    | 3 | 1 | 1 | 1 | 9  | 15 | -6  |
| ŠK Pinerola         | 0    | 3 | 0 | 0 | 3 | 9  | 18 | -9  |

| Squadra 1   | Risultato   | Squadra 2   |
| 1ª giornata | 1ª giornata | 1ª giornata |
| ----------- | ----------- | ----------- |
| Târgu Mureș | 3 - 3       | APOEL       |
| Chrudim     | 4 - 1       | Pinerola    |
| 2ª giornata |             |             |
| Pinerola    | 3 - 8       | Târgu Mureș |
| Chrudim     | 7 - 0       | APOEL       |
| 3ª giornata |             |             |
| APOEL       | 6 - 5       | Pinerola    |
| Târgu Mureș | 0 - 3       | Chrudim     |

## Turno élite
Al turno élite sono qualificate d'ufficio le dodici squadre uscite vincitrici dal turno principale e le quattro teste di serie del ranking UEFA ovvero Yugra Jugorsk, Qairat Almaty, Inter e Dinamo Mosca. Il sorteggio del 21 ottobre stabilira la composizione dei gironi, tenendo in considerazione i seguenti parametri:
- Le quattro teste di serie sono inserite in gironi diversi; ognuno di questi deve comprendere almeno una squadra giunta prima e una seconda nel turno principale.
- Non possano affrontarsi squadre già avversarie nel turno principale, mentre risultano possibili abbinamenti tra squadre provenienti dallo stesso Paese.
- Le quattro squadre ospitanti, definite prima del sorteggio, sono estratte separatamente, in modo che - pur mantenendo la rispettiva fascia - ve ne sia una in ogni gruppo.
- In seguito a una decisione della Commissione Emergenze UEFA, le squadre provenienti dalla Russia non possono sfidare quelle provenienti dall'Ucraina.

Gli incontri si svolgeranno tra il 24 e il 27 novembre 2016; le quattro vincitrici dei gironi del turno élite accedono alla fase finale a eliminazione diretta, che si disputeranno a fine aprile e sarà ospitata da una delle quattro società.
| Squadra       |
| ------------- |
| Gazprom Jugra |
| Qairat        |
| Inter         |
| Dinamo Mosca  |

| Gruppo | Vincitore        | Secondo posto     |
| ------ | ---------------- | ----------------- |
| 1      | Győri ETO        | Brezje Maribor    |
| 2      | Araz Naxçıvan    | Feniks            |
| 3      | Nikars           | Hamburg Panthers  |
| 4      | Ekonomac         | Nacional Zagabria |
| 5      | Sporting Lisbona | Real Rieti        |
| 6      | Chrudim          | City'us TM        |

### Gruppo A
Le partite si sono giocate all'Almaty Arena di Almaty, Kazakistan.
| Squadra                    | P.ti | G | V | N | P | GF | GS | DR  |
| -------------------------- | ---- | - | - | - | - | -- | -- | --- |
| Qairat Almaty Futzal Kluby | 9    | 3 | 3 | 0 | 0 | 13 | 3  | +10 |
| Real Rieti Calcio a 5      | 6    | 3 | 2 | 0 | 1 | 15 | 6  | +9  |
| Nikars                     | 3    | 3 | 1 | 0 | 2 | 5  | 14 | -9  |
| FC Feniks                  | 0    | 3 | 0 | 0 | 3 | 6  | 16 | -10 |

| Squadra 1     | Risultato   | Squadra 2     |
| 1ª giornata   | 1ª giornata | 1ª giornata   |
| ------------- | ----------- | ------------- |
| Nikars        | 4 - 3       | Feniks        |
| Qairat Almaty | 3 - 2       | Real Rieti    |
| 2ª giornata   |             |               |
| Real Rieti    | 7 - 0       | Nikars        |
| Qairat Almaty | 6 - 0       | Feniks        |
| 3ª giornata   |             |               |
| Feniks        | 3 - 6       | Real Rieti    |
| Nikars        | 1 - 4       | Qairat Almaty |

### Gruppo B
Le partite si sono giocate all'Arena Zagreb di Zagabria, Croazia.
| Squadra                    | P.ti | G | V | N | P | GF | GS | DR  |
| -------------------------- | ---- | - | - | - | - | -- | -- | --- |
| TTG-Yugra Jugorsk          | 9    | 3 | 3 | 0 | 0 | 13 | 1  | +12 |
| MNK Nacional               | 6    | 3 | 2 | 0 | 1 | 14 | 7  | +7  |
| Araz Naxçıvan Futbol Klubu | 3    | 3 | 1 | 0 | 2 | 6  | 7  | -1  |
| Hamburg Panthers           | 0    | 3 | 0 | 0 | 3 | 2  | 20 | -18 |

| Squadra 1        | Risultato   | Squadra 2        |
| 1ª giornata      | 1ª giornata | 1ª giornata      |
| ---------------- | ----------- | ---------------- |
| Yugra Jugorsk    | 4 - 0       | Hamburg Panthers |
| Nacional         | 2 - 1       | Araz Naxçivan    |
| 2ª giornata      |             |                  |
| Araz Naxçivan    | 0 - 4       | Yugra Jugorsk    |
| Nacional         | 11 - 1      | Hamburg Panthers |
| 3ª giornata      |             |                  |
| Hamburg Panthers | 1 - 5       | Araz Naxçivan    |
| Yugra Jugorsk    | 5 - 1       | Nacional         |

### Gruppo C
Le partite si sono giocate al Dvorana Tabor di Maribor, Slovenia.
| Squadra           | P.ti | G | V | N | P | GF | GS | DR  |
| ----------------- | ---- | - | - | - | - | -- | -- | --- |
| Inter Fútbol Sala | 9    | 3 | 3 | 0 | 0 | 13 | 2  | +11 |
| Era-Pack Chrudim  | 3    | 3 | 1 | 0 | 2 | 4  | 4  | 0   |
| ŠD Brezje Maribor | 3    | 3 | 1 | 0 | 2 | 8  | 9  | -1  |
| KMF Ekonomac      | 3    | 3 | 1 | 0 | 2 | 4  | 14 | -10 |

| Squadra 1   | Risultato   | Squadra 2   |
| 1ª giornata | 1ª giornata | 1ª giornata |
| ----------- | ----------- | ----------- |
| Inter       | 2 - 0       | Chrudim     |
| Maribor     | 6 - 2       | Ekonomac    |
| 2ª giornata |             |             |
| Ekonomac    | 1 - 8       | Inter       |
| Maribor     | 1 - 4       | Chrudim     |
| 3ª giornata |             |             |
| Chrudim     | 0 - 1       | Ekonomac    |
| Inter       | 3 - 1       | Maribor     |

### Gruppo D
Le partite si sono giocate al Pavilhão Multiusos de Odivelas di Odivelas, Portogallo.
| Squadra                    | P.ti | G | V | N | P | GF | GS | DR  |
| -------------------------- | ---- | - | - | - | - | -- | -- | --- |
| Sporting Clube de Portugal | 7    | 3 | 2 | 1 | 0 | 23 | 5  | +18 |
| MFK Dinamo Moskva          | 7    | 3 | 2 | 1 | 0 | 19 | 5  | +14 |
| Győri ETO                  | 3    | 3 | 1 | 0 | 2 | 7  | 9  | -2  |
| City'us Târgu Mureș        | 0    | 3 | 0 | 0 | 3 | 2  | 32 | -10 |

| Squadra 1    | Risultato   | Squadra 2    |
| 1ª giornata  | 1ª giornata | 1ª giornata  |
| ------------ | ----------- | ------------ |
| Dinamo Mosca | 11 - 1      | Târgu Mureș  |
| Sporting     | 4 - 1       | Győri ETO    |
| 2ª giornata  |             |              |
| Győri ETO    | 1 - 5       | Dinamo Mosca |
| Sporting     | 16 - 1      | Târgu Mureș  |
| 3ª giornata  |             |              |
| Târgu Mureș  | 0 - 5       | Győri ETO    |
| Dinamo Mosca | 3 - 3       | Sporting     |

## Final four
Il sorteggio degli accoppiamenti si terrà il 4 marzo 2017 presso l'Almaty Arena.
| Squadra          |
| ---------------- |
| Qairat           |
| Sporting Lisbona |
| Gazprom Jugra    |
| Inter            |

### Tabellone
|  | Semifinali    | Semifinali    | Semifinali |       |             | Finale              | Finale              | Finale          |  |
|  |               |               |            |       |             |                     |                     |                 |  |
|  | Yugra Jugorsk | Yugra Jugorsk | 1          |       |             |                     |                     |                 |  |
|  | Yugra Jugorsk | Yugra Jugorsk | 1          |       |             |                     |                     |                 |  |
|  | Sporting CP   | Sporting CP   | 2          |       |             |                     |                     |                 |  |
|  | Sporting CP   | Sporting CP   | 2          |       | Sporting CP | Sporting CP         | 0                   |                 |  |
|  |               |               |            |       | Sporting CP | Sporting CP         | 0                   |                 |  |
|  |               |               | Inter      | Inter | 7           |                     |                     |                 |  |
|  | Inter         | Inter         | Inter      | Inter | 7           | 3                   |                     |                 |  |
|  | Inter         | Inter         |            |       |             | 3                   |                     |                 |  |
|  | Qairat Almaty | Qairat Almaty | 2          |       |             | Finale 3º posto     | Finale 3º posto     | Finale 3º posto |  |
|  | Qairat Almaty | Qairat Almaty | 2          |       |             |                     |                     |                 |  |
|  |               |               |            |       |             |                     |                     |                 |  |
|  |               |               |            |       |             | Yugra Jugorsk       | Yugra Jugorsk       | 5 (2)           |  |
|  |               |               |            |       |             | Yugra Jugorsk       | Yugra Jugorsk       | 5 (2)           |  |
|  |               |               |            |       |             | Qairat Almaty (dcr) | Qairat Almaty (dcr) | 5 (3)           |  |

### Semifinali
| Arbitri: | Saša Tomić Gábor Kovács Alessandro Malfer |

|                     |           |                                  |
| Šajachmetov 38'11'’ | Marcatori | 24'46'’ Merlim 33'26'’ Dieguinho |

| Arbitri: | Bogdan Sorescu Alessandro Malfer Gábor Kovács |

|                                                  |           |                              |
| Ricardinho 12'58'’, 22'38'’ (rig.) Ortiz 38'42'’ | Marcatori | 4'15'’ Cabreúva 15'17'’ Igor |

### Finale 3º posto
| Arbitri: | Alessandro Malfer Gábor Kovács Bogdan Sorescu |

|                                                                                        |                      |                                                                                     |
| Šajachmetov 1'10'’ Caio 13'57'’ Lyskov 22'37'’ Divanei 36'05'’ (aut.) Marcênio 39'40'’ | Marcatori            | 8'33'’ Dróth 15'49'’ (aut.) Davydov 24'00'’ Tayebi 32'21'’ Cabreúva 38'03'’ Divanei |
| Caio Lyskov Marcênio                                                                   | Tiri di rigore 2 – 3 | Dróth Tayebi Douglas Jr.                                                            |

### Finale
| Arbitri: | Saša Tomić Bogdan Sorescu Gábor Kovács |

| |            | |
| | Marcatori  | 6'05'’ Gadeia 15'14'’ Lolo 22'15'’ Rato 23'25'’, 31'10'’ Rivillos 33'25'’, 36'09'’ Ricardinho                                                                         |
| · Marcão · Paulinho · João Matos · Léo Jaraguá · Diego Cavinato · André Sousa · Edgar Varela · Diogo · Déo · Caio · Alex Merlim · Pany Varela · Dieguinho · Rodolfo Fortino | Formazioni | Jesús Herrero Carlos Ortiz Humberto Ricardinho Rafael Rato Alejandro González Lolo Gadeia Daniel Shiraishi Pola Mario Rivillos Borja Díaz Darlan Henrique David Pazos |
| Nuno Dias | Allenatori | Jesús Velasco |